# یوزف اگر
یوزف اگر (انگلیسی: Joseph Egger; زاده ۲۲ فوریهٔ ۱۸۸۹ – درگذشته ۲۹ اوت ۱۹۶۶) یک هنرپیشه اهل اتریش بود. وی بین سال‌های ۱۹۰۷ تا ۱۹۶۶ میلادی فعالیت می‌کرد.
از فیلم‌ها یا برنامه‌های تلویزیونی که وی در آن نقش داشته‌است می‌توان به به خاطر یک مشت دلار، به خاطر چند دلار بیشتر، کریستین اشاره کرد.